# CaptainSparklez
CaptainSparklez（キャプテンスパークルズ）（本名:Jordan Maron（ジョーダン・マロン）、1992年2月10日 - ）は、主にMinecraftの動画で知られるアメリカ合衆国のYouTuber、Twitchストリーマーである。2025年5月現在、YouTubeのメインチャンネルの登録者数は約1140万人である。
2010年、当時18歳だったマロンは、『コール オブ デューティ』のゲームプレイ動画を投稿するため、最初のYouTubeチャンネルを作成した。同年後半、CaptainSparklezと名付けた新チャンネルに移行し、Minecraftの動画を投稿し始めた。また、2011年にはJustin.tvでの活動を開始し、さまざまなゲームのライブストリーミングを行った。そして、Justin.tvがTwitchに統合された後も、Twitchでストリーミングを続けた。YouTubeでは、Minecraftをテーマにしたミュージックビデオや日々のゲーム実況動画を通じてファン層を築き始めた。また、規模は比較的小さいながらもTwitchでも人気があった。2011年末にはYouTuberを本業とするほどの成功を収めた。2012年初頭には、CaptainSparklezのチャンネル登録者数が100万人に到達した。またマロンは、モバイルゲーム会社やアスレジャー商品など、他の企画にも関わっている。チャンネル開設から13年が経過した2023年12月には、メインチャンネルへのMinecraftの実況動画の投稿を停止することを発表した。
マロンは、Minecraftをテーマにした楽曲や人気曲のパロディで最もよく知られている。楽曲は歌手のTryHardNinjaと協力して作成した。また、これらのアニメーションミュージックビデオは、マロンのチャンネルで最も視聴されており、2010年代初頭の一時期はYouTubeで最も視聴されたMinecraft動画であった。「DJ Got Us Fallin' in Love」のパロディである「Revenge」は、最も視聴されたMinecraftのYouTube動画を含む3つのギネス世界記録に認定された。

## 生い立ち
ジョーダン・マロンは1992年2月10日にロサンゼルスで生まれた。両親は結婚しておらず、彼が幼い頃に別居した。マロンの母親は後に別の男性と結婚した。マロンはほとんどの時間を母親と過ごし、4歳のときに母親とサンタバーバラに引っ越した。大学の進学前はサンタバーバラ高校に通っていた。その後、カリフォルニア大学サンタバーバラ校で化学工学を専攻していたが、ビデオゲームが将来性のある職業になる可能性に気づき、1年生のときにコンピューター・サイエンスに転向した。2年生の第一四半期の後、マロンはYouTubeで十分な成果を挙げていたため中退することを決めた。

## インターネットでの経歴
マロンはゲーム実況YouTuberに刺激され、18歳の誕生日に母親にPC用キャプチャーボードを頼んだ。同月の2010年2月、『コール オブ デューティ』の動画を投稿してスコアを「披露」するために、「ProsDONTtalkSHIT」と名付けた最初のYouTubeチャンネルを作成した。チャンネルは小規模で、動画1本あたりの視聴回数は1万回程度であった。マロンは、チャンネルが成長したときに備えて、あまり下品でないユーザー名にすることにしたが、依然としてチャンネルが成長する可能性は低いと考えていた。2010年7月20日、新しいチャンネルを作成し、思い切って「CaptainSparklez」と名付けた。彼はMinecraftが翌年インターネットで有名になる前に別のYouTuberであるSeaNannersからMinecraftを紹介された。マロンは懐疑的だったが、Minecraftの動画を制作することにした。そして、8月に最初のMinecraft実況動画を投稿した。
マロンは両親に約束したにもかかわらず、大学に入学してからYouTube動画の制作により携わるようになった。また、2011年にはJustin.tvでゲーム実況のライブストリーミングを始めた。その後、Justin.tvのゲームセクションはTwitchに移行され、そこでストリーミングを続けた。マロンは動画を収益化できるようになった後、12月にYouTuberを本業として始めた。そして、日々のゲーム実況動画から部分的にファン層を築き上げ、2012年4月にはチャンネル登録者数が100万人に達した。2013年9月、CaptainSparklezは再生回数が10億回を突破した5番目のソロゲームチャンネルとなった。マロンは、2015年に芸能事務所のウィリアム・モリス・エンデバー（WME）と契約した。2016年には、マロンと他の4人のYouTuberが、Minecraftのスピンオフゲーム『Minecraft: Story Mode』の第6話でMinecraftアバターの声を担当した。

## コンテンツ
マロンはYouTubeのMinecraftコンテンツで最もよく知られている。YouTubeのメインチャンネルではゲーム実況動画が中心で、Twitchライブストリームを利用して新しいゲームを試しているが、視聴者は少ない。また、他の種類のMinecraftコンテンツとしてミュージックビデオやフィットネスコンテンツなどをアップロードしている。以前は、1日に1、2本の動画が投稿され、実況動画の間により高度に制作された動画を投稿していた。マロンはさらに10のチャンネルを作成した。2023年12月、マロンはYouTubeのメインチャンネルでMinecraftのゲームプレイコンテンツの投稿をやめると発表した。

### マインクラフトソング
マロンは、自身がプロデュースし、自身のチャンネルに投稿したMinecraftをテーマにした楽曲で特に知られている。ウォール・ストリート・ジャーナルは、ファンダムにおける地位から、マロンを「the godfather of Minecraft song parodies（マインクラフトソングパロディのゴッドファーザー）」と呼んだ。2010年代初頭、マロンのアニメーションミュージックビデオは、YouTubeで最も視聴されたMinecraft動画であり、マロンのチャンネルで最も視聴されたビデオでもあった。楽曲の多くは、当時の人気曲のMinecraftをテーマにしたパロディであったが、マロンの制作チームはオリジナルの楽曲も作成している。アニメーションは、匿名であるBootstrap Buckarooが主導し、ボーカルはTryHardNinjaとしてネット上でビデオゲームを題材にした楽曲を制作しているIgor Gordienkoが担当している。TryHardNinjaが作曲する楽曲は、ハイテンポのシンセポップと電子音楽である。
2011年8月19日、マロンはアッシャーの「DJ Got Us Fallin' in Love」のMinecraftをテーマにしたパロディ音楽「Revenge」をYouTubeに投稿した。2023年現在、ミュージックビデオの再生回数は2億8,300万回を超えており、彼の最も視聴された動画となっている。この曲は、クリーパーに襲われるプレイヤーの視点で歌われている。同年10月、マロンは「江南スタイル」のパロディ音楽「Minecraft Style」を公開し、同じくバイラル・ビデオとなった。タイオ・クルーズの「Dynamite」のパロディ音楽「TNT」は、2019年4月に再生回数が原曲であるイギリス版のミュージックビデオを上回った。同年後半、「Revenge」は、グループチャットで歌詞を1つずつ順番に入力することに挑戦するインターネットミームとして再び注目を集めた。
2012年から2022年にかけて、マロンは「Fallen Kingdomシリーズ」と呼ばれる5本の関連するMinecraftミュージックビデオを公開した。「Fallen Kingdom」は、コールドプレイの「Viva la Vida」のパロディ音楽であり、城を失った王の視点から歌われた曲である。一方、「Take Back the Night」はYouTubeでの再生回数により、ビルボードダンス/エレクトロニックソングチャートで2位となった。シリーズのストーリー展開は「Find the Pieces」、「Dragonhearted」、「Rising Kingdom」と続いた。2017年、マロンはプロデューサーのSeven Lionsやイレニアム、Said the Sky、歌手のHalieneとコラボして「Rush Over Me」を制作した。

## その他の事業

### モバイルゲーム
マロンとアクティビジョンの共同創業者ハワード・マークスは、モバイルゲーム会社XREALを共同設立した。マークスは、マロンの祖母の共通の友人を通じて初めてマロンと連絡を取った。2015年5月にiOSとAndroid向けに最初のゲーム『Fortress Fury』をリリースした。本作では、プレイヤーは武器やアイテムを作り、タイルベースの2D要塞を構築して、リアルタイムマルチプレイヤーバトルで他のプレイヤーの要塞を破壊する。本作は契約スタジオによって開発されたが、発売後に制作はXREAL社内に移った。スタジオは、将来性のあるモバイルEスポーツ場面向けのゲームを制作することを目指していた。
本作のタイトルはもともと『Fortress Fallout』になる予定だった。しかし、「Fallout シリーズ」の開発元ベセスダ・ソフトワークスの親会社ゼニマックス・メディアがXREALに停止命令書を送り、ゲームの商標登録申請を取り下げ、今後の販促資料でタイトルを使用しないよう求めた。マロンや複数のメディアは、Fallout シリーズとは大きく異なるモバイルゲームが関連付けられる可能性は低いと考えていた。一方で、小規模の会社であったXREALにはゼニマックスと戦うだけの資金がなかった。マロンは後に動画で、この命令書はベセスダがリリースまで秘密にしていたモバイルゲーム『Fallout Shelter』（2015年）との競合を防ぐために送られたと述べた。
本作は、最初の3か月で200万回以上ダウンロードされた一方で、それに見合う収益は得られず、アメリカでiOSゲームの売上上位200位にも入らなかった。TouchArcadeのTasos Lazaridesは、これはマロンがゲーム内購入を減らしてプレイヤーに優しいゲームにしようとしたことと、競争の激しいApp Store市場によるものだと示唆したが、ガーディアンのStuart Dredgeはフォロワーの多くが子供だったためだと推測した。マロンはフォロワーにタイトル、ロゴ、アイコンアートの投票をさせていた。

### 商品とパートナーシップ
マロンは2013年にMaker Studiosのポラリスとのパートナーシップ契約を結んだ。2017年にPocketWatchと同様の契約を結んだ後、マロンは同社の株式を取得し、翌年に、Pocketwatchの最初の本『Watch This Book』に子供向けコンテンツクリエイターの一人として登場した。
CaptainSparklezのアクションフィギュアは、2015年5月22日に発売され、Minecraftをテーマにした最初のTube Heroes商品の一部であった。2020年2月、マロンはQuality Contentと呼ばれるアスレジャー衣料ブランドを立ち上げた。

## 受賞と評価
「Revenge」は、YouTubeで最も再生回数の多いMinecraftの動画、YouTubeで最も再生回数の多いマシニマ、最も再生回数の多いビデオゲームを基にしたファンフィルムとしてギネス世界記録に認定された。2015年、マロンとSethBlingは、 Minecraftで動作する携帯電話のデモンストレーションを行い、その様子をベライゾンのスポンサー動画として投稿した。これは、Minecraftで動作する初の携帯電話としてギネス世界記録に認定されている。クライアントサーバモデルには、ベライゾン、Blockworks、Wieden+Kennedyが開発したBoxelと呼ばれるウェブアプリケーションが使用され、携帯電話のソフトウェアをゲーム内のブロックに瞬時に変換している。2016年、マロンはフォーブス30アンダー30のゲーム部門に選ばれ、また、Shorty Awardのゲーム部門にノミネートされた。

## 私生活
2015年10月、マロンはサンセット・ストリップにある邸宅を450万ドルで購入し、メディアの注目を集めた。マロンは2023年にカリフォルニア州パサデナに移住した。

## 出演
| 年   | 作品                                  | 役割                         | 備考             | 出典   |
| ---- | ------------------------------------- | ---------------------------- | ---------------- | ------ |
| 2015 | Wonder Quest                          | CaptainSparklez              | ウェブ・シリーズ | [ 46 ] |
| 2015 | 超ゲーマー伝説 ぼくらの裏ワザ青春白書 | CaptainSparklez              | ゲスト           | [ 47 ] |
| 2016 | Bad Internet                          |                              | ウェブ・シリーズ | [ 47 ] |
| 2016 | MatPat's Game Lab                     |                              | ウェブ・シリーズ | [ 47 ] |
| 2016 | Happy Wheels: The Series              | スティーブン（ビジネスマン） |                  | [ 48 ] |